# Barrack buster (destructor de cuarteles)
Barrack buster o destructor de cuarteles  es el nombre coloquial que reciben varios morteros improvisados, desarrollados en los años 1990 por la unidad de ingeniería del Ejército Republicano Irlandés Provisional (en inglés IRA).
El mortero improvisado, propiamente llamado "barrack buster (destructor de cuarteles)" y conocido por las fuerzas de seguridad británicas como mortero Mark 15, disparaba un cilindro metálico de propano de 1 metro (3 pies 3 pulgadas) de largo y 36 centímetros (14 pulgadas) de diámetro, que contenía alrededor de 75 kg (165 lb) de explosivos caseros y tenía un alcance de 75 a 275 metros (246 a 902 pies). La bombona es una adaptación de una bombona de gas comercial producida por la empresa Kosangas de Cobh para calefacción y cocina, y utilizada en zonas rurales de toda Irlanda.
El Barrack buster Mark 15 se utilizó por primera vez en un ataque el 7 de diciembre de 1992 contra una base del ejército británico en la localidad de Ballygawley, en el condado de Tyrone. El proyectil fue disparado desde un tractor estacionado cerca del centro de salud de la localidad, pero fue desviado por las ramas de un árbol al lado de la valla perimetral. Un número elevado de civiles tuvieron que ser evacuados. Tomó diez horas a los técnicos del Ejército Británico desactivar el dispositivo. Una declaración posterior del IRA reconoció que la bomba de mortero "no había detonado correctamente". El siguiente ataque, más exitoso, tuvo lugar el 20 de enero de 1993 en Clogher, también en el condado de Tyrone, donde el recinto local del ejército británico resultó gravemente dañado, y varios agentes resultaron heridos.

## Morteros del IRA provisional
- Mark 1   (1972): Consistió en un tubo de cobre de 50 mm lleno de 0.28 kg (10 onzas) de explosivos plásticos. Propulsado por un cartucho de .303 (7.7 mm) y detonado por un cartucho de .22 (5.6 mm).
- Mark 2   (1972–73): Un tubo de acero de 20 cm (8 pulgadas y 57 mm) de longitud lleno de 0.91 kg ( 2 libras) de explosivos y detonado por un .cartucho de escopeta de calibre12.[9] Esta arma resultó en la primera fatalidad debido a morteros del IRA Provisional cuando un soldado británico murió intentando desactivar un proyectil que falló al ser lanzado contra el cuartel de Fort Monagh en Turf Lodge, Belfast, el 10 de diciembre de 1972.
- Mark 3   (1973–74): Un cañón de mortero de 60 mm con un percutor estático en la placa y un alcance de 240 m (260 yardas). Propulsado por una mezcla seca de trapos y clorato de sodio detonada por una carga de nitrato de amonio. Utilizado en ataques contra el Campamento de Creggan, Derry, y el Campamento Lisanell, Omagh, en 1973. Durante un ataque a una estación de policía, un mortero falló y mató a dos hombres del IRA que operaban el dispositivo.
- Mark 4   (1974):  Básicamente un Mark 3 con una mayor carga de propelente que extendió su alcance a 400 yardas (370 m). La bomba estaba llena de 0.45 kg (1 libra) de nitrato de amonio y polvo de aluminio. Utilizado solo en un ataque conocido contra una base enStrabane, Condado de Tyrone, el 22 de febrero de 1974.[10]
- Mark 5   (1974): Nunca utilizado en ningún ataque conocido, las fuerzas de seguridad se enteraron de él después del descubrimiento de un taller del IRA en Cushendall, Antrim, en 1974.
- Mark 6   (1974–1994):Un mortero convencional de 60 mm con un bípode y placa base y un alcance de 1,100 m (1,200 yardas). El proyectil fue propulsado por una carga de pólvora casera, encendida por cartucho de .22 (5.6 mm)cartucho de .22 (5.6 mm). La ojiva, hecha de 1.4 kg (3 lb) de Semtex, fue detonada por otro cartucho de .22 al impacto. La bomba se armaba "mediante una hélice impulsada por el viento, que es una parte integral del percutor". Una granada Mark 6 fue lanzada a mano sobre el techo de un vehículo blindado desde la parte superior de Divis Flats, Belfast, causando daños generalizados y algunas bajas.  Fue utilizado en marzo de 1994 en tres ataques al Aeropuerto de Heathrow en Londres  Bretaña. No se sabe que haya sido utilizado después de estas acciones.
- Mark 7  (1976): Versión más larga del Mark 6.
- Mark 8  (1976): Versión más larga del Mark 6, consistía en un tubo de acero de 1.2 m (4 pies), pero el proyectil era aerodinámicamente inestable. Utilizado por primera vez contra la base del Ejército Británico en Crossmaglen. Al sargento mayor Bruce se le otorgó la Medalla George por limpiar algunas municiones sin explotar después de este incidente.[11]
- Mark 9  (1976–?): El dispositivo disparaba una bomba de mortero más corta pero más ancha, hecha de un cilindro de gas recortado. Utilizado por primera vez contra la base del Ejército en Crossmaglen el 23 de octubre de 1976.[12]
- Mark 10 (1979–1994): Un mortero de gran calibre que disparaba un proyectil que contenía de 20 a 100 kg ( 44 a 220 libras) de explosivos. Su primer uso el 19 de marzo de 1979 causó la primera víctima deliberada—un soldado británico—de un ataque con mortero del IRA en Newtownhamilton, South Armagh.  Estaba diseñado principalmente para atacar estaciones de policía y bases militares, y se utilizó en el ataque con mortero de Newry en 1985, que mató a nueve oficiales de policía. Se utilizó en varios ataques con configuraciones de múltiples tubos de lanzamiento, "a menudo lanzados desde la parte trasera de furgonetas tipo Transit". Tres de estos morteros usando una mezcla de nitrato de amonio y  nitrobenceno —"conocido como "Annie"—como cabeza de guerra fueron utilizados el 7 de febrero de 1991 en un ataque del IRA en el 10 de Downing Street en Londres contra el primer ministro británico John Major y su gabinete de guerra durante la primera  Guerra del Golfo. Fue superado por el más voluminoso Mark 15.
- Mark 11 (1989–?) : Utilizado por primera vez el 13 de mayo de 1989 contra un puesto de observación del Ejército Británico en Glassdrumman, South Armagh. El mortero tenía un alcance de 500 m (550 yardas).[13]
- Granada Proyectada Improvisada (IPG) (1985–?):Un arma disparada desde el hombro utilizada contra vehículos blindados así como bases del Ejército Británico. Lanzaba una ojiva hecha de 1.1 kg (40 onzas) de Semtex y  TNT. Después de que un voluntario del IRA muriera en marzo de 1986, se incorporaron características de seguridad adicionales, pero el disparo todavía dejaba un moretón distintivo en el hombro del operador. Superado por la Granada Improvisada Proyectada sin Retroceso (PRIG) en 1991.
- Mark 12 (1985–?): Un mortero activado a distancia disparado horizontalmente contra vehículos blindados. Utilizado por primera vez en marzo de 1991 contra una patrulla móvil del Regimiento de Defensa del Úlster (UDR), destruyendo un vehículo Land Rover blindado y matando a dos soldados en una emboscada en Mullacreevie, Ciudad de Armagh.[14] (ver :mina antivehículo)
- Mark 13 (1990–?): A mortero de espita, usualmente disparado desde la parte trasera de un vehículo pesado. Usado por primera y única vez en un ataque fallido contra una base de las fuerzas de seguridad en Dungannon, Condado de Tyrone, en mayo de 1990
- Mark 14 (1992–?): Hecho de dos mitades de cilindros de gas de 11 kg (25 libras) soldadas entre sí y capaz de llevar una carga útil de 23 kg (50 libras) de alto explosivo. Utilizado por primera vez el 31 de mayo de 1992 en un ataque contra la base de seguridad de Crossmaglen.[15]
- Mark 15 (1992–?): Primer mortero conocido como "rompecuartel". Era el "sistema de mortero de gran calibre estándar del IRA" y se describía como teniendo "el efecto de un 'coche bomba volador'". Tiene un calibre de 320 mm y dispara una bomba de 89–100 kg (196–220 libras) de explosivos, con un alcance máximo de 251 m (275 yardas). También se ha utilizado en configuraciones con múltiples tubos de lanzamiento, con un ataque que utilizó 12 tubos contra una base militar británica en Kilkeel, County Down, el 9 de octubre de 1993, siendo el "récord".[16] El ataque contra la base de seguridad de la RUC en Clogher involucró un dispositivo de 140 kg (300 libras) que voló sobre una pared de 4.5 metros (15 pies).[17] Dos helicópteros británicos Lynx que estaba sobrevolando el helipuerto de una base bajo ataque, y un Puma de RAF que despegaba de otra base, fueron derribados por este tipo de mortero entre marzo y julio de 1994 en South Armagh. El autor Toby Harnden describe el derribo del Lynx en 1994 como el ataque más exitoso contra un helicóptero por parte del IRA. El barril solía estar adjunto a un elevador hidráulico remolcado por un tractor hasta el sitio de lanzamiento.
- Mark 16 (1991–?): Un arma disparada desde el hombro para uso contra vehículos blindados. Utilizado por primera vez en mayo de 1991. También descrito como Granada Improvisada Proyectada sin Retroceso (PRIG).  El proyectil era una lata de 0.45 kg ( 1 libra) llenada con 600 gramos de Semtex formando una carga hueca.
- Mark 17 (1994–?): Fuentes de inteligencia irlandesas creían que se había probado un nuevo mortero, aún más potente denominado "Mark 17", durante el alto al fuego de 1994-1996 en el área de Carlingford Lough en el Condado de Louth, justo al sur de la frontera.[18]

### Impacto estratégico
La escalada en el uso de morteros por el IRA hacia finales de los años 1980 provocó que el gobierno británico incrementara el contingente militar en Irlanda del Norte, pasando de un mínimo de 9,000 soldados en 1985 a 10,500 en 1992. También en la década de 1980, las autoridades de defensa emprendieron un enorme y costoso plan para reforzar sus instalaciones de seguridad en toda la región para hacer frente a la amenaza. El uso de morteros combinados con ametralladoras pesadas por parte del IRA obligó al ejército británico a construir sus principales puestos de control a más de una milla de la frontera irlandesa en 1992.
Estos morteros también se utilizaron contra objetivos en Inglaterra, como el ataque de Downing Street del 7 de febrero de 1991 y los ataques de mortero de Heathrow en marzo de 1994. El IRA pretendía con ambos ataques presionar al gobierno británico para que negociara con ellos.

## Uso por otros grupos
En 1972, el IRA Oficial desarrolló un tipo de mortero que se utilizó en ataques contra varias instalaciones del ejército británico el 5 de diciembre de ese año. Los morteros provisionales de tipo IRA han sido utilizados por el Real IRA, que también desarrolló su propio sistema de espoleta, en la década de 2000. A principios de 2000, el Real IRA probó un nuevo tipo de mortero en el condado de Fermanagh. El arma fue clasificada como "Mark-19" por el ejército británico. Además, lo que parece ser una tecnología de mortero similar o idéntica conocida en Colombia como "cilindros" ha sido utilizada desde 1998 por las Fuerzas Armadas Revolucionarias de Colombia (FARC). En 2001 se rumoreaba que ETA en España había construido morteros "muy similares" a los del IRA. La posible transferencia de esta tecnología de mortero a las FARC fue un tema central en el arresto en agosto de 2001 y posterior juicio del llamado grupo Colombia Tres de miembros del IRA, quienes fueron declarados inocentes de acusaciones falsas por parte de las autoridades colombianas y la Cámara de Representantes de Estados Unidos. Comité de Asuntos Exteriores que “supuestamente” entrenaron a las FARC en la fabricación y uso de esta tecnología de mortero, aunque no se presentó ninguna prueba en el juicio para probar esa afirmación.

## En la cultura popular
Un término derivado en Belfast se refiere a una botella de dos o tres litros de sidra blanca económica.